# Ulik
Ulik es un personaje ficticio de los cómic publicados por Marvel Comics. Ulik fue creado por Stan Lee y Jack Kirby para el número 137 de Thor (Feb. 1967).
Al haber debutado en Edad de Plata de los comic-books, Ulik ha aparecido en más de cuatro décadas de la continuidad Marvel, principalmente como un miembro de la galería de villanos del personaje Thor. El personaje también ha aparecido en otros productos relacionados con Marvel, incluyendo serie de televisión animada; juguetes y cartas coleccionables.

## Historia de publicación
Debutando en Thor #137 (Feb. 1967), el escritor Mike Conroy escribió "En una tira que se ha deslizado en la mitología nórdica como Thor de Marvel, no fue una sorpresa encontrarse con un troll tan grande como Ulik." Creado como una igualdad de física para el Dios del Trueno, el asgardiano troll Ulik invitado protagonizó una trilogía inicial en Thor# 137 - 139 (febrero-abril 1967 ).
Ulik se convirtió en un villano perenne en el título, y las apariciones notables incluyen Thor# 151-154 (abril - julio de 1968); # 210 a 211 (abril - mayo de 1973); # 237 - 239 (julio-septiembre 1975 ); # 252 (octubre 1976); # 413-414 (01-febrero, 1990) y # 430 hasta 431 (marzo - abril de 1991).

## Biografía
Ulik pertenece a una raza de trolles de roca que viven en la dimensión de Asgard en el "dominio de los Trolls" en Nornheim. Al igual que todos los trolls, Ulik tiene un odio innato a los asgardianos, ya que fueron a la clandestinidad por el rey de los dioses nórdicos, Odín, y se les prohibió vivir en la superficie. Ulik es mandado por el Rey de los troles de roca, Geirrodur, para robar el martillo encantado de Thor, Mjolnir, antes de un intento de invadir Asgard, dando lugar a una larga serie de batallas con el Dios del Trueno. Ulik demuestra estar a la altura de Thor, como el personaje que posee la fuerza cada vez mayor y está equipado con dos puños de acero hecho de metal uru (el mismo metal que el Mjolnir está hecho). Él casi derrota a Thor después de entrar en el estado mental berserker, pero es transportado por Geirrodur. Más tarde en la Tierra atrapa a Thor bajo su apariencia de Don Blake, e intenta obtener el poder de Thor con su bastón. Don le dice que golpee de nuevo, aunque Ulik dice que si esto falla, matará a Blake, pero cuando Ulik baja el bastón, Don lo sostiene de repente, lo que significa que se transforma en Thor.
Ulik vuelve en forma regular: luchando contra Thor y siendo arrojado en un hoyo profundo antes de despertar al viejo enemigo de Odín, Mangog, esperando que pueda utilizarlo como un aliado contra Asgard después de leer una inscripción en la puerta de la prisión por Odín; ayuda a Geirrodur una vez más; secuestra al amor mortal de Thor, Jane Foster, y Thor lucha por la posesión de un artefacto místico llamado el Ojo de Rubí. El personaje también ha viajado a la Tierra y luchó tanto contra Thor como su aliado olímpico Hércules.
Durante un tiempo, Ulik luchó del lado de varios asgardianos, que estaban perdidos en sus propias identidades terrenales. Este grupo incluía a los Tres Guerreros, Balder y Sif. Luchó contra una versión de Thor llamada Red Norvell y trabajó con sus aliados temporales para escapar de una conspiración tecnológica basada en Midgard contra asgardianos perdidos.
Ulik, enloquecido y salvaje, es dado de armas a partir de la fragua misma que creó a Mjolnir. Se convierte en el líder en el ataque de Loki en Asgard, lo que aumenta el Ragnarok. Ulik perece al principio de la batalla. El martillo de un niño, hecho de hierro hiere-trolles, se lanzado en su boca por el Capitán América. Esto da lugar a una explosión que termina su vida.
Sin embargo, como todos los de Asgard, Ulik es reformado en la Tierra. Durante la World War Hulk, Ulik reaparece y es mostrado luego de irse a beber alcohol en varios estados. Y termina por destruir un puente de tren con el desastre siendo evitado por A-Bomb y Marlo Chandler. Cuando Ulik empieza a asfixiar a Marlo, es derrotado por A-Bomb.
Después de que Thor muere durante la historia del Fear Itself, Ulik lo reemplaza como Tanarus, el nuevo Dios del Trueno, respaldado por las Madres de Todas de los Vanir (Freyja, Gaea e Idunn ). Aprovechando el encanto de glamour que le dio Karnilla, la Reina Norn, y las circunstancias de la muerte de Thor, Ulik puede colocarse retroactivamente en el lugar de Thor, reescribiendo la historia en el proceso. Solo unas pocas personas como Karnilla y la actual encarnación juvenil de Loki son conscientes del engaño. La naturaleza franca de Tanarus en contraste con el honor del verdadero Thor permite a Heimdall y Sif darse cuenta de que algo anda mal relativamente rápido, culminando en el regreso del Thor derrotando a 'Taranus' después de su resurrección con relativa facilidad.
Ulik aparece más tarde como consultor del Minotauro de Roxxon. Primero, ayuda a Roxxon a destruir a Broxton, OK, justo debajo de Asgard, luego ofrece consejos y batalla contra los Gigantes de Hielo de Jotunheim. Esto falló, ya que los Gigantes de Hielo procedieron a hacerse cargo de las instalaciones de Roxxon.
Como parte del evento All-New, All-Different Marvel, Ulik aparece como miembro del Dark Council junto a Malekith el Maldito, Minotauro, Laufey y algunos Demonios de Fuego sin nombre.
Ulik y algunos de sus trolls aparecen más tarde en la Luna, donde Thor Odinson (resucitado) los encuentra y encuentra. Después de una batalla intensa, Ulik y los trolls escapan.
Durante la historia de "La Guerra de los Reinos ", Ulik estuvo presente con Malekith cuando comienza su invasión en Midgard. She-Hulk luego pelea contra Ulik y sus compañeros Trolls de Roca.

## Poderes y habilidades
Ulik posee una fuerza sobrehumana, resistencia y durabilidad y tiene la capacidad de ver en el rango del espectro infrarrojo, lo que permite la visión nocturna completa. En la batalla Ulik utiliza "mazos", bandas de metal forjado de uru y usada sobre las manos como puños de acero.

## Otras versiones

### MC2
En MC2 titulado A-Next, un universo paralelo futurista de Ulik ayudando a la hija de Loki (Sylene) temporalmente al convertir la Tierra en una nueva versión de Asgard.

### Ultimate Marvel
En el universo Ultimate, Thor habla de cómo Ulik forja las armas de su padre, incluido su martillo Mjolnir. El troll aparece en flashback en la miniserie de precuela Ultimate Comics: Thor.

## Otros medios

### Televisión
- Ulik aparece en The Avengers: Earth's Mightiest Heroes, con la voz de Troy Baker. En el episodio "The Fall of Asgard", embosca a Eitri y los duendes antes de que puedan llegar a su forja y termina peleando contra ellos y Iron Man. Ulik es derrotado cuando Iron Man suelta la tapa del dispositivo de la armadura que dejó inconsciente a Ulik. Poco después de eso, Eitri vuelve a colocar la tapa al dispositivo de cofre de Iron Man.
- Ulik aparece en varias series animadas vistas en Disney XD, con la voz de Kevin Michael Richardson.
  - Aparece en la primera temporada de Avengers Assemble. En el episodio "La Serpiente de Doom", Ulik viaja a Midgard empuñando su arma Codgel y lucha contra Thor y los Vengadores en Nueva York. Los Vengadores derrotan a Ulik pero pierden el Codgel en el proceso, que terminó en posesión del Doctor Doom. Ulik fue colocado en una celda especial en la Torre de los Vengadores. Después de que el Doctor Doom y la Serpiente de Midgard son derrotados, Thor visita la celda de Ulik y lo lleva a Asgard para que Odin pueda tratar con él. En el episodio "Vengadores: Imposible", Ulik es uno de los villanos convocados en la Torre por el Hombre Imposible para darle vida a su propio show en Falcon. Ulik termina peleando contra Hulk hasta que el Hombre Imposible friega la escena haciendo desaparecer a los villanos. Ulik también tiene una aparición menor en la tercera temporada llamada Avengers: Ultron Revolution. En el episodio "Un Amigo en Apuros", se muestra que los luchadores de Ulik están bajo la custodia de Asgard, y que Thor mencionó que Balder y Tyr pelearon para ayudar a Thor a derrotar a Ulik. A continuación, se muestra tratando de salir de su celda de la prisión, logrando escapar y reclamar sus golpes, y luego lucha contra Thor hasta que Visión lo derriba.
  - Ulik también aparece en Ultimate Spider-Man: Web Warriors.[25] En el episodio de dos partes "El Hombre Araña Vengador", él y Lobo Fenris, junto con sus compañeros Trolls, algunos Gigantes de Hielo y Dragones de Hielo, son utilizados por Loki como parte de los experimentos del Doctor Octopus con una masa producida del simbionte Venom. Venom poseyendo a Ulik y las otras criaturas de Asgard, que van en un alboroto a Manhattan. Cuando las ráfagas repulsoras de Iron Man se convierten en explosiones sónicas, Ulik y las demás criaturas asgardianas son liberadas una por una y devueltas a Asgard. Cuando Loki se retira tras la derrota, se revela que es la misma área donde están Ulik y las otras criaturas Asgardianas mientras se preparan para vengarse de Loki.

### Videojuegos
- Ulik aparece en el videojuego Marvel: Ultimate Alliance. Él y Kurse roban un cofre que contiene el anillo de Volla y los héroes tienen que luchar para recuperarlo.
- Ulik aparece en Thor: God of Thunder,[26] con la voz de Steve Blum. Loki desvía a Thor al reino de Ulik como parte de un plan para convertirse en el nuevo héroe de Asgard al derrotar al poderoso Mangog solo para que Loki se vea obligado a ayudar a Thor a activar Frostgrinder (la versión Troll de Bifrost) al darse cuenta de que Mangog es demasiado fuerte. culminando en Thor derrotando a Ulik para obtener acceso a Frostgrinder.